# Festival international du film de Saint-Sébastien 2014
Le festival international du film de Saint-Sébastien 2014, 62e édition du festival (62 edición del Festival de San Sebastian ou 62. Donostiako Zinemaldia), s'est déroulé du 19 au 27 septembre 2014.

## Jury
- Fernando Bovaira (président)
- Vlad Ivanov
- Eric Khoo
- Nastassja Kinski
- Mariana Rondón
- Marjane Satrapi
- Reinhold Vorschneider
- Oleg Sentsov (juré honoraire)

## Sélection

### Sélection officielle
- Aire libre de Anahí Berneri  Argentine
- Autómata de Gabe Ibáñez  Bulgarie  Espagne
- Casanova Variations de Michael Sturminger  France  Autriche  Allemagne
- Quand vient la nuit (The Drop) de Michaël R. Roskam  États-Unis
- Eden de Mia Hansen-Løve  France
- En chance til de Susanne Bier  Danemark  Suède
- Félix et Meira de Maxime Giroux  Canada
- Sea Fog : Les Clandestins (Haemoo) de Shim Sung-bo  Corée du Sud
- La isla mínima de Alberto Rodríguez  Espagne
- Lasa eta Zabala de Pablo Malo  Espagne
- Loreak de Jon Garaño et Jose Mari Goenaga  Espagne
- La niña de fuego de Carlos Vermut  Espagne  France
- Murieron por encima de sus posibilidades de Isaki Lacuesta  Espagne
- Une nouvelle amie de François Ozon  France
- Phoenix de Christian Petzold  Allemagne
- Stille hjerte de Bille August  Danemark
- Tigers de Danis Tanovic  Inde  France  Royaume-Uni
- Vie sauvage de Cédric Kahn  France
- La Voz en off de Cristián Jiménez  Chili  France  Canada[1]

Hors compétition
- The Equalizer de Antoine Fuqua  États-Unis (film d'ouverture)
- Samba de Eric Toledano et Olivier Nakache  France (film de clôture)

### Pearls
- 20,000 Days on Earth de Iain Forsyth et Jane Pollard  Royaume-Uni
- Bande de filles de Céline Sciamma  France
- Black Coal, Thin Ice (Bai ri yan huo) de Yinan Diao  Chine
- Catch Me Daddy de Daniel Wolfe  Royaume-Uni
- César Chávez de Diego Luna  États-Unis  Mexique
- La Chambre bleue de Mathieu Amalric  France
- Le Conte de la princesse Kaguya (Kaguya-hime no Monogatari) de Isao Takahata  Japon
- Difret de Zeresenay Berhane Mehari  États-Unis
- The Disappearance of Eleanor Rigby de Ned Benson  États-Unis
- Paradise Lost (Escobar: Paradise Lost) de Andrea Di Stefano  France  Espagne  Belgique
- Gett, le procès de Viviane Amsalem de Ronit Elkabetz et Shlomi Elkabetz  Israël  France  Allemagne
- Love Is Strange de Ira Sachs  États-Unis
- Mommy de Xavier Dolan  Canada
- Pasolini de Abel Ferrara  France  Italie  Belgique
- Relatos salvajes de Damián Szifrón  Argentine  Espagne
- Retour à Ithaque de Laurent Cantet  France
- The Salt of the Earth de Wim Wenders et Juliano Ribeiro Salgado  Brésil  France
- Deux fenêtres (Futatsume no mado) de Naomi Kawase  Japon  France  Espagne
- The Tribe (Плем'я) de Myroslav Slaboshpytskiy  Ukraine
- Winter Sleep (Kis uykusu) de Nuri Bilge Ceylan  Turquie[2]

## Palmarès
- Coquille d'or : La niña de fuego (Magical Girl) de Carlos Vermut[3]
- Prix spécial du jury : Vie sauvage de Cédric Kahn
- Coquille d'argent du meilleur réalisateur : Carlos Vermut pour La niña de fuego (Magical Girl)
- Coquille d'argent de la meilleure actrice : Paprika Steen pour Stille hjerte
- Coquille d'argent du meilleur acteur : Javier Gutiérrez Álvarez pour La isla mínima
- Prix du jury pour la meilleure photographie : Alex Catalán pour La isla mínima
- Prix du jury pour le meilleur scénario : Dennis Lehane pour Quand vient la nuit (The Drop)
- Prix Donostia[4] :
  - Denzel Washington
  - Benicio del Toro
- Prix FIPRESCI : Boyhood[5]
- Prix des nouveaux réalisateurs Kutxa : The Lesson de Kristina Grozeva et Petar Valtchanov [3]